# Chronochrome
Le chronochrome est un procédé de cinéma couleur utilisé par les industries Gaumont, durant les années 1910 particulièrement. Ce procédé de projection se résumait en la projection de trois images en noir et blanc synchroniquement, avec trois filtres : un vert, un bleu et un rouge.

## Historique
En 1913, Léon Gaumont met au point la caméra bichrome qui comporte deux objectifs munis d'un filtre bleu-vert et d'un autre filtre rouge. Néanmoins, en 1919, pour améliorer son dispositif, il ajoute un troisième objectif. Munie de trois filtres, la caméra permettait ainsi d'obtenir, lors de la projection, des couleurs fidèles à la prise de vues. Il l'appela le « chronochrome ».
Le seul problème que son système imposait était la disposition d'un projecteur munis des filtres colorés.

## Autour du chronochrome
Hérault, inventeur de l'époque, imagina dans les années 1920, le même appareil, mais muni d'un seul objectif, qui porta le nom du « disque rotatif synchrone ».
De même, la société Gaumont a tenté par la suite d'améliorer son système en y ajoutant un filtre jaune. Cependant, elle abandonna vite la tentative de quadrichromie. Cette dernière fut pourtant reprise par les frères Roux en 1930, par un procédé qu'ils appelèrent le rouxcolor. Ce procédé est d'ailleurs utilisé par Marcel Pagnol dans La Belle meunière.